# Prionospio sishaensis
Prionospio sishaensis är en ringmaskart som beskrevs av Wu och Chen 1964. Prionospio sishaensis ingår i släktet Prionospio och familjen Spionidae. Inga underarter finns listade i Catalogue of Life.